# Тополска буна
Тополска буна избила је 25. новембра 1877. (7. децембра по новом календару) на Становљанском пољу више Крагујевца кад су два батаљона (лепенички и јасенички) народне војске одбила да положе заклетву и пођу на границу уочи Другог српско-турског рата.
Истог дана су побуњени војници, са водником Милованом Жижићем на челу, пошли у Тополу очекујући шири покрет за свргавање Милана Обреновића и довођење на власт Петра Карађорђевића.
Кнез Милан је у побуњеним срезовима прогласио ванредно стање и послао из Београда стајаћу војску, која је већ 29. новембра угушила буну и похватала побуњенике. Пред ванредни војни суд изведени су поред учесника и конзервативни опозиционари Аћим Чумић и Илија Милосављевић Коларац, иако њихово учешће није било доказано. Од 70 лица оптужених за велеиздају 30. марта 1878, осуђена на смрт су 23, од којих су шесторица стрељана.
Желећи да уништи свог политичког противника и растући радикалски покрет, кнез Милан је искористио Тополску буну да ликвидира потпуковника Јеврема Марковића, брата Светозара Марковића. Јеврем је ухапшен средином марта 1878, доведен у везу са побуном и без доказане кривице осуђен и стрељан 19. маја 1878. године.

## Увод
Спољна политика Ристићеве владе заокупљена је избијањем Руско-турског рата у који се и Србија желела укључити како би поправила стање настало након претходног рата. Срби су руском цару (који се налазио у Кишињеву) послали депутата, ујака кнеза Милана. Цар је изразио жељу да Србија остане уздржана од сукоба, а исто је изразио и Горчаков. Кнез и Ристић решили су се на одлучнији корак, те су и сами посетили цара. Он им је саветовао да остану мирни до преласка руске војске преко Дунава, а после могу чинити по својој одлуци. Србима је разјашњено да је руско-српска сарадња могућа само ван српских граница, у складу са Пештанском конвенцијом.
Став Русије се променио услед немоћи да се сломи отпор турском Осман-паше код Плевне. Русија је сада од Србије очекивала да се укључи у рат; послата је и помоћ у новцу. Србија није хтела да се сада одазове позиву јер би се руска војска убрзо повукла на зимовање, што би за Србе била катастрофа. Оправдање је била војна неспремност Србије, што је потврдио и руски извидник, пуковник Бобриков. Новембра 1877. године одлучено је да је српска војска спремна за рат. Руси шаљу велику количину новца за ратне припреме. Српска војска подељена је у пет корпуса: Тимочки, Дрински, Шумадијски, Јаворски и Моравски.

## Буна
У двоумљењу српских власти стигла је вест о Тополској буни 7. децембра. Била је то буна једног батаљона војске (283 војника) у области Крагујевца и Тополе, који је одбио да иде на фронт. Трајала је 4 дана (7-11. децембар). Побуњенике, углавном сељаке са ових простора, предводили су водници Милован Живић и Ранко Радивојевић. Војницима је обећано да ће им се придружити и бригаде из Смедерева, Крагујевца и Београда, те да ће им се на чело ставити Петар Карађорђевић који ће збацити Милана. Живићева група се распала. Око 100 војника разбежало се кућама. До краја буне задржало се свега стотинак војника. Покушај карађорђеваца да збаце кнеза Милана Тополском буном био је слабо организован. Кнез Милан је на ванредној седници владе прогласио ванредно стање у лепеничком и јасеничком срезу. Затим је упутио одред стајаће војске који је растурио побуњенике. Живић се није усудио да му се супротстави. Сви побуњеници су похватани. Судио им је посебан војни суд формиран за оптужене у Тополској буни. Кнез је оптужио конзервативца Чумића и радикала Марковића за учешће у буни и сарадњу са Петром Карађорђевићем, за шта није имало доказа. Осуђени су на смрт, али су касније помиловани и казна им је замењена робијом. Кнез није опростио пуковнику Јеврему Марковићу, брату Светозара Марковића, који је по завршетку другог српско-турског рата стрељан у Аранђеловцу 31. маја 1878. године, заједно са Милованом Живићем, Ранком Радивојевићем и другим вођама буне.